# Zeitzeugenpreis Berlin-Brandenburg
Der Zeitzeugenpreis Berlin-Brandenburg wird bei einem Schreibwettbewerb ausgelobt, der sich insbesondere an nicht-professionelle Autoren wendet. Eng eingebunden in das Marketingkonzept des Unternehmens, wird der Preis seit 2005 auf Initiative des Bezahlverlags Frieling-Verlag Berlin und dessen Geschäftsführer Johann-Friedrich Huffmann alljährlich für „authentische“, zeitgeschichtliche Beiträge in der Region Berlin-Brandenburg verliehen.
Ziel des Wettbewerbs ist es, an „gelebte Geschichte“ zu erinnern und persönliche Erlebnisse möglichst „interessant zu vermitteln“, woran jedoch keine literarischen Maßstäbe angelegt werden – was wiederum der Hauptzielgruppe des diesen Preis initiierenden Unternehmens entgegenkommt.

## Zur Dotierung des Wettbewerbs
Laut Geschäftsführer Huffmann ist der Wettbewerb bewusst „nicht mit einem Preisgeld, sondern mit Gutscheinen“ seines Unternehmens dotiert, die von den Gewinnern für die Publizierung neuer Texte eingelöst werden können. Damit solle verhindert werden, dass daraus „ein kommerzieller Wettbewerb“ würde. Als 1. Preis wird somit eine Skulptur der Erinnerungen vergeben, eine Bronzeplastik des Künstlers Achim Kühn, die ein aufgeschlagenes Buch darstellt. Den Gewinnern des 2. und 3. Preises werden eine bzw. zwei kostenfreie Veröffentlichungen von jeweils sechs Buchseiten in Anthologien des Frieling-Verlags Berlin gewährt. Außerdem werden die Beiträge der Gewinner sowie weitere von der Jury lobend gewürdigte Texte im Rahmen einer Dokumentation des Frieling-Verlags Berlin veröffentlicht.
Die einzig bislang namentlich bekannt gewordenen professionellen Autoren, die sich an diesem Wettbewerb beteiligten, waren Peter Reusse, der 2006 außer Konkurrenz für seine Erzählung Gaskopp mit einem „Sonderpreis“ bedacht wurde, sowie Jenny Schon, die 2008 mit einem 3. Preis für ihre Erzählung Mein erster Berlin Marathon ausgezeichnet wurde.

## Kooperationspartner und Sponsoren
Zu den Kooperationspartnern des Schreibwettbewerbs gehören das AlliiertenMuseum und die Stiftung Stadtmuseum Berlin. Unterstützt wird der Wettbewerb außerdem vom Dokumentationszentrum Alltagskultur der DDR, der Landeszentrale für politische Bildung Brandenburg, dem Siegener Zentrum für Kindheits-, Jugend- und Biografieforschung sowie der Zeitzeugenbörse Berlin. Medienpartner ist Der Tagesspiegel.

## Prominente Unterstützer aus Politik und Wirtschaft
Dem Frieling-Verlag Berlin ist es gelungen, für den „Zeitzeugenpreis“ prominente Unterstützung zu finden. So konnte das Unternehmen bislang immer wieder bekannte Politiker als Laudatoren und für die Übergabe des Preises gewinnen wie die ehemalige Bundestagspräsidentin Rita Süssmuth und den ehemaligen Regierenden Bürgermeister von Berlin Klaus Schütz. An der Juryarbeit beteiligten sich u. a. auch Politiker wie Jörg Schönbohm, Marco Bülow, Monika Griefahn sowie Wolfgang Gerhardt und Monika Grütters. Schirmherrn waren u. a. 2011 der Regierende Bürgermeister von Berlin Klaus Wowereit und der Ministerpräsident Brandenburgs Matthias Platzeck.
In seiner Festrede anlässlich des Wettbewerbs „20 Jahre Mauerfall“ (2009) hatte Edzard Reuter zudem durchaus auch im Sinne des Unternehmens darauf hingewiesen, dass sich die „akademische Wahrheitssuche“ der subjektiven Erfahrungsberichte von Zeitzeugen bedienen solle, weil sich deren Beiträge „als durchaus ergiebiger herausstellen (könnten), als manches noch so gewichtig daherkommende so genannte 'zeitgeschichtliche Dokument'“.